# 波爾 (南蘇丹)
波爾（英語：Bor）是南蘇丹共和國的都市，瓊萊州的首府，位在南蘇丹中部。人口約2萬（2006年）。